# Scenotest
Der Scenotest oder Sceno-Test ist ein projektives psychodiagnostisches Test- und Therapieverfahren. Der Test wurde Anfang 1938 von der deutschen Psychologin Gerdhild von Staabs (1900–1970) entwickelt und wird vor allem in deutschsprachigen Ländern eingesetzt. Der Scenotest findet als allgemeiner Entwicklungstest, als projektiver Spieltest und als Therapieverfahren Verwendung.

## Historische Entwicklung
Geschichtliche Vorläufer des Scenotests sind der Welt-Test von Charlotte Bühlers und der Welttechnik-Test von Margarete Lowenfelds, die später im Sandspiel-Test von Dora Kalff eine Nachfolge fanden. Diese Tests sollen nach Meinung ihrer Verfasser die ganze Welt des Kindes umfassen und zur Darstellung bringen, was dem reichhaltigen Spielmaterial entsprach, das zum Aufbau einer Geschichte animieren sollte. Die Kinder- und Jugendpsychiaterin Gerdhild von Staabs hat im Laufe der frühen 1940er Jahre auf dieser Grundlage das kindertherapeutische Puppenspiel des Scenotests entwickelt. Seither hat sich der Test in den deutschsprachigen Ländern als einer der beliebtesten projektiven Spieltests etabliert.

## Testmaterial
Das Testmaterial ist standardisiert und wird in einem flachen Koffer aufbewahrt, der bei der Testdurchführung als Plattform dient. Der Test besteht aus nach tiefenpsychologischen und psychodynamischen Gesichtspunkten ausgewählten Spielgegenständen. Insgesamt gibt es 16 Puppenfiguren, davon 8 Erwachsene und 8 Kinder. Die Puppen sind durch Größe, Kleidung und Gesichtsausdruck verschieden charakterisiert, so dass Bezugspersonen des Kindes dargestellt werden können. Flache, rechteckige und quadratische Holzklötze in Verbindung mit dünnen und dicken Holzsäulen regen zum Aufbau von Gebäuden an, aber auch zur Gestaltung von Innenräumen und ihren Einrichtungsgegenständen. Eine Auswahl von Tieren, Bäumen, Blumen, Fahrzeugen und Gebrauchsgegenständen des täglichen Lebens dienen zur Belebung der Spielszene und Handlung. Eine neuere Revision des Scenotest bietet auf der Grundlage der publizierten Literatur sieben weitere Gegenstände als "Zusatzmaterial" an.

## Einsatzbereich
Der Scenotest wird vor allem in der psychologischen Diagnostik im Bereich der klinischen Psychologie, Erziehungs- und Familienberatung, Schulpsychologie, Berufsberatung und forensischen Psychologie eingesetzt. Er wird auch in der Psychotherapie angewandt, wo er dem Klienten helfen soll, sich anhand der figürlichen Darstellung aktueller Konflikte von seinen Problemen zu distanzieren und sich mit ihnen auseinanderzusetzen. Der Test kann auch mit Schwerhörigen, Gehörlosen und Sehgestörten durchgeführt werden.

## Durchführung
Die Testanweisung wird nach von Staabs relativ offen gehalten, da das Material und die Art seiner Darbietung einen starken Aufforderungscharakter hätten. Das Kind bzw. der Proband wird aufgefordert, irgendeine Szene zu stellen. Der Proband gestaltet dann ohne weitere Anweisungen einen szenischen Aufbau. Vom beobachtenden Testleiter wird zunächst der Umgang des Probanden mit dem Spielmaterial erfasst. Nach Vollendung des Szenenaufbaus wird der Proband aufgefordert, darüber zu erzählen. Dessen Erzählung wird durch Nachfragen vertieft.
Im Verlauf der Entwicklung und Anwendung des Scenotests wurden verschiedene Beobachtungs- und Protokollbögen konzipiert. Folgende Faktoren sollen erfasst werden: Verhalten zur Umgebung, Spielverhalten und Umgang mit dem Sceno-Material, Gestaltung des Spiels, Kreativität beim Spielen, Aufmerksamkeitsspanne und Durchhaltevermögen, Geschicklichkeit beim Aufbau der Szene.
Im „gezielten Scenotest“ werden dem Probanden vor Aufbau der einzelnen Szenen affektbetonte Themen vorgegeben. In der "Scenotest-Gruppentherapie" werden mehrere Klienten gleichzeitig zum Aufbau von Szenen angeregt, diese Szenen werden dann gemeinsam bearbeitet.
Die Bearbeitungsdauer beträgt maximal eine Stunde.

## Auswertung
Die vom Probanden aufgebaute Szene wird tiefenpsychologisch interpretiert und soll Einblicke in die Struktur und Dynamik der Persönlichkeit gewähren. Ängste, Wünsche, Beziehungserleben und Bewältigungsstrategien werden anhand der szenischen Gestaltung interpretiert. Der Scenotest soll Hinweise auf bewusst verschwiegene oder der Reflexion nicht zugängliche Zusammenhänge geben und allgemein Schlüsse auf die Einstellung gegenüber Menschen und Dingen der Welt ermöglichen. Der Test soll schon bei Erstuntersuchungen Einblicke vermitteln, die durch bewusste Befragung nicht zu gewinnen wären. Er soll speziell neurotische Störungen aufdecken und differenzialdiagnostische Überlegungen unterstützen können.
Die formale Analyse bezieht sich auf die Art des Aufbaus, also wie der Proband mit dem Raum der Spielfläche (Höhe, Breite, Symmetrie) und ihren Begrenzungen umgeht.
Die inhaltliche Analyse geht von zwei Grundannahmen aus: 1. der Proband stellt mit seinem Aufbau die Wirklichkeit dar, 2. der Proband stellt mit der Scenen sein affektives Innenleben dar. Die inhaltliche Interpretation der Szenen orientiert sich auch an tiefenpsychologischen Bedeutungsgehalten, die den verschiedenen Spielmaterialien zugeordnet sind. So kann die Figur "Heinzelmann" als guter oder böser Zwerg auftreten, der "Engel" als Schutzengel oder moralische Instanz. Die "Kuh" verkörpert das mütterliche Prinzip, aber auch fordernde und bedrückende Macht. Das "Krokodil" mit weit geöffnetem Rachen, der "Fuchs", der "Ganter" können in verschiedenen Nuancierungen Aggressionen repräsentieren, die von außen her erlebt werden. Gleichzeitig lassen sich auch eigene feindliche Haltungen anderen gegenüber zur Darstellung bringen.

## Kritik
Es liegt keine Normierung der Testauswertung vor, d. h. die Testergebnisse sind nicht objektiv und stark abhängig von der individuellen Interpretation des Testleiters. Jedoch liegen Mittelwerte, Standardabweichungen der Materialverwendung und Häufigkeitstabellen als Bezugsgrößen zur Orientierung vor. Wie bei allen projektiven psychodiagnostischen Testverfahren sind die Testgütekriterien hinsichtlich Objektivität, Reliabilität und Validität vergleichsweise niedrig. Trotz dieser Schwächen kommt der Test in der Kinderpsychotherapie und bei der kinder- und familienpsychologischen Begutachtung regelmäßig zur Anwendung.
Kritisch äußert sich Der Spiegel: "Eine aus dem Jahr 1938 stammende Sammlung von Puppen oder Tierfiguren soll Kinder dazu bringen, im Spiel ihre Probleme und Ängste zu offenbaren, wobei etwa eine große Kuh als "Mutterimago" angeblich eine "fordernde und erdrückende Macht" symbolisiert. Auch nach über 50 Jahren ist die Tauglichkeit des Puppenspiels gänzlich unbewiesen. Dennoch wird es beispielsweise eingesetzt, wenn in Sorgerechtsverfahren geklärt werden soll, bei welchem Elternteil die Kinder besser aufgehoben sind. Fachleute wie Professor Reinhold Jäger von der Universität Koblenz-Landau warnen davor, den Sceno-Test bei derart schwierigen Entscheidungen zu benutzen."